# Consobrambus linpingia
Consobrambus linpingia là một loài bướm đêm trong họ Noctuidae.